# Кылыч, Якуп
Якуп Кылыч (тур. Yakup Kılıç, 13 июля 1986, Элязыг, Восточная Анатолия, Турция) — турецкий боксер-любитель выступающий в полулёгкой весовой категории, бронзовый призёр Олимпийских игр 2008 года, чемпионата мира 2007 года.

## Любительская карьера
Якуп Кылыч дважды вступал на средиземноморских играх в 2005 и 2009 годах. На обоих чемпионатах получил бронзу.
В 2007 году принял участие на чемпионате мира, в четвертьфинале получил травму и был вынужден пропустить полуфинальный бой, в котором было засчитано поражение от россиянина, Альберта Селимова и Кылыч получил бронзу.
В 2008 году на Олимпийских играх дошёл до полуфинала. в котором проиграл украинцу, Василию Ломаченко (1:10).